# Ka-heseb
Ka-heseb (la conta del bou) fou el nomós XI del Baix Egipte. A la llista d'Abidos aquest nomós s'esmenta amb el nom de Kabasa, derivació de la paraula Ka-heseb. Era al nord del nomós X (Ka-kem) i a l'oest del nomós IX (Anedjty) entre dos braços centrals del delta del Nil. La capital fou Pharbaithos, i en algun moment també Taremu (Leontòpolis, avui Tell al-Mokdam) que els autors clàssics situen al nomós X (Ka-kem); ni Plini el Vell, ni Estrabó, ni Claudi Ptolemeu donen cap ciutat per aquest nomós. Les principals deïtats foren Tefnut, Shu i Maahes o Mihos (aquest darrer deu tenia un temple dedicat a la capital).